# Labdarúgás a 2012. évi nyári olimpiai játékokon
A 2012. évi olimpiai játékokon július 25. és augusztus 11. között rendezték meg a férfi és női labdarúgótornát. A helyszíneket Nagy-Britannia különböző pontjairól választották ki a szervezők. A döntőket Londonban, a Wembleyben rendezték. A férfiak 23 éven aluli, míg a nők felnőtt válogatottakkal vehettek részt az eseményen. Mindemellett a férfiaknál 3 túlkoros (23 éven felüli) játékost is nevezhettek. Összesen 504 labdarúgó szállt harcba az olimpiai aranyért.
A férfiaknál 16, a nőknél pedig 12 csapat vett részt az eseményen. A labdarúgótorna hagyományosan az olimpia hivatalos megnyitója előtt két nappal, július 25-én kezdődött. A csoportok sorsolását 2012. április 24-én tartották.

## Brit válogatott
2008 augusztus 24-én Gordon Brown brit miniszterelnök felvetette annak az ötletét, hogy Nagy-Britannia közös női illetve férfi csapattal képviseltesse magát az olimpián és a sikeres szereplés érdekében Alex Fergusont gondolta a válogatott élére. A skót, walesi, Északír labdarúgó-szövetség viszont elvetette az ötletet, mivel nem támogatja a közös válogatott kialakítását, márpedig a játékokon csak brit együttes indulhat, mivel a négy tagországnak nincs külön olimpiai bizottsága.
Végül 2009 májusában megegyezésre jutottak az érintett szövetségek és megegyeztek abban, hogy kizárólag angol játékosokból álló labdarúgó-válogatott fogja képviselni Nagy-Britanniát a női illetve férfi tornán egyaránt.
Később azonban mégis úgy döntöttek, hogy közösen, Team GB néven szerepelnek. Több ismert nem angol labdarúgó (Gareth Bale, Aaron Ramsey) is jelezte, részt kíván venni a tornán.
A skót, északír és walesi szövetség ellenzi a közös részvételt, de nem áll módjukban megakadályozni azt.

## Stadionok
A mérkőzéseknek összesen hat stadiont jelöltek ki a szervezők.
| London              | London Manchester Cardiff Newcastle Glasgow Coventry | Manchester               |
| ------------------- | ---------------------------------------------------- | ------------------------ |
| Wembley Stadion     | London Manchester Cardiff Newcastle Glasgow Coventry | Old Trafford             |
| Férőhely: 90 000    | London Manchester Cardiff Newcastle Glasgow Coventry | Férőhely: 76 212         |
| 2007. augusztus 22. | London Manchester Cardiff Newcastle Glasgow Coventry | 2006. augusztus 20.      |
|                     | London Manchester Cardiff Newcastle Glasgow Coventry |                          |
| Cardiff             | London Manchester Cardiff Newcastle Glasgow Coventry | Newcastle                |
| Millennium Stadion  | London Manchester Cardiff Newcastle Glasgow Coventry | St James’ Park           |
| Férőhely: 74 500    | London Manchester Cardiff Newcastle Glasgow Coventry | Férőhely: 52 387         |
| 2009. február 5.    | London Manchester Cardiff Newcastle Glasgow Coventry | 2008. augusztus 21.      |
|                     | London Manchester Cardiff Newcastle Glasgow Coventry |                          |
| Glasgow             | London Manchester Cardiff Newcastle Glasgow Coventry | Coventry                 |
| Hampden Park        | London Manchester Cardiff Newcastle Glasgow Coventry | City of Coventry Stadion |
| Férőhely: 52 103    | London Manchester Cardiff Newcastle Glasgow Coventry | Férőhely: 32 500         |
| 2004. július 18.    | London Manchester Cardiff Newcastle Glasgow Coventry |                          |
|                     | London Manchester Cardiff Newcastle Glasgow Coventry |                          |

## Éremtáblázat
(A táblázatokban az egyes számoszlopok legmagasabb értéke vagy értékei vastagítással kiemelve.)
| A 2012. évi nyári olimpiai játékok éremtáblázata labdarúgásban | A 2012. évi nyári olimpiai játékok éremtáblázata labdarúgásban | A 2012. évi nyári olimpiai játékok éremtáblázata labdarúgásban | A 2012. évi nyári olimpiai játékok éremtáblázata labdarúgásban | A 2012. évi nyári olimpiai játékok éremtáblázata labdarúgásban | Olimpia  |
| -------------------------------------------------------------- | -------------------------------------------------------------- | -------------------------------------------------------------- | -------------------------------------------------------------- | -------------------------------------------------------------- | -------- |
|                                                                | Ország                                                         | Arany                                                          | Ezüst                                                          | Bronz                                                          | Összesen |
| 1.                                                             | Egyesült Államok (USA)                                         | 1                                                              | 0                                                              | 0                                                              | 1        |
| 1.                                                             | Mexikó (MEX)                                                   | 1                                                              | 0                                                              | 0                                                              | 1        |
|                                                                |                                                                |                                                                |                                                                |                                                                |          |
| 3.                                                             | Brazília (BRA)                                                 | 0                                                              | 1                                                              | 0                                                              | 1        |
| 3.                                                             | Japán (JPN)                                                    | 0                                                              | 1                                                              | 0                                                              | 1        |
|                                                                |                                                                |                                                                |                                                                |                                                                |          |
| 5.                                                             | Dél-Korea (KOR)                                                | 0                                                              | 0                                                              | 1                                                              | 1        |
| 5.                                                             | Kanada (CAN)                                                   | 0                                                              | 0                                                              | 1                                                              | 1        |
|                                                                |                                                                |                                                                |                                                                |                                                                |          |
| Összesen                                                       | Összesen                                                       | 2                                                              | 2                                                              | 2                                                              | 6        |

## Érmesek

### Férfi torna
| A 2012. évi nyári olimpiai játékok érmesei férfi labdarúgásban | A 2012. évi nyári olimpiai játékok érmesei férfi labdarúgásban | A 2012. évi nyári olimpiai játékok érmesei férfi labdarúgásban | A 2012. évi nyári olimpiai játékok érmesei férfi labdarúgásban |
| Arany | Ezüst | Bronz |                                                                |
| Mexikó (MEX) | Brazília (BRA) | Dél-Korea (KOR) |                                                                |
| --- | --- | --- | -------------------------------------------------------------- |
| José Corona Israel Jiménez Carlos Salcido Hiram Mier Dárvin Chávez Héctor Herrera Javier Cortés Marco Fabián Oribe Peralta Giovani dos Santos Javier Aquino Raúl Jiménez Diego Reyes Jorge Enríquez Néstor Vidrio Miguel Ponce Néstor Araujo José Antonio Rodríguez | Gabriel Vasconcelos Ferreira Rafael da Silva Thiago Silva Juan Guilherme Nunes Jesus Sandro Raniere Marcelo Vieira da Silva Júnior Lucas Moura Rômulo Borges Monteiro Leandro Damião Oscar Neymar Givanildo Vieira de Souza Bruno Uvini Danilo Luiz da Silva Alex Sandro Ganso Alexandre Pato Norberto Murara Neto | Pek Szongdong Hvang Szokho Csi Dongvon Csong Szongljong Csong Ujong Ki Szongjong Kim Bokjong Kim Cshangszu Kim Hjonszong Kim Gihi Kim Jonggvon Ku Dzsacshol I Bomjong Nam Thehi O Dzseszok Pak Csujong Pak Csongu Jun Szokjong |                                                                |

### Női torna
| A 2012. évi nyári olimpiai játékok érmesei női labdarúgásban | A 2012. évi nyári olimpiai játékok érmesei női labdarúgásban | A 2012. évi nyári olimpiai játékok érmesei női labdarúgásban | A 2012. évi nyári olimpiai játékok érmesei női labdarúgásban |
| Arany | Ezüst | Bronz |                                                              |
| Egyesült Államok (USA) | Japán (JPN) | Kanada (CAN) |                                                              |
| --- | --- | --- | ------------------------------------------------------------ |
| Nicole Barnhart Shannon Boxx Rachel Buehler Lauren Cheney Tobin Heath Amy LePeilbet Sydney Leroux Carli Lloyd Heather Mitts Alex Morgan Kelley O’Hara Heather O’Reilly Christie Rampone Megan Rapinoe Amy Rodriguez Becky Sauerbrunn Hope Solo Abby Wambach | Fukumoto Miho Kinga Jukari Ivasimizu Azusza Kumagai Szaki Szamesima Aja Szakagucsi Mizuho Andó Kozue Mijama Aja Kavaszumi Nahomi Szava Homare Óno Sinobu Jano Kjóko Marujama Karina Tanaka Aszuna Takasze Megumi Ivabucsi Mana Ógimi Júki Kaihori Ajumi | Karina LeBlanc Emily Zurrer Chelsea Stewart Carmelina Moscato Robyn Gayle Kaylyn Kyle Rhian Wilkinson Diana Matheson Candace Chapman Lauren Sesselmann Desiree Scott Christine Sinclair Sophie Schmidt Melissa Tancredi Kelly Parker Jonelle Filigno Brittany Timko Erin McLeod Melanie Booth Marie-Eve Nault |                                                              |